# Middelfart Kommune (1970–2006)
| Strukturdaten       | Strukturdaten      |
| ------------------- | ------------------ |
| Sitz der Verwaltung | Middelfart         |
| Fläche              | 72,31 km²          |
| Einwohner           | 20.599 (2006)      |
| Kommune seit 2007   | Middelfart Kommune |
| Website             | www.middelfart.dk  |

Middelfart Kommune war bis Dezember 2006 eine dänische Kommune im damaligen Fyns Amt im Nordwesten der Insel Fünen. Sie entstand im Zuge der Kommunalreform im Jahre 1970. Seit Januar 2007 ist sie zusammen mit den ehemaligen Kommunen Ejby und Nørre Aaby Teil der neuen Middelfart Kommune.